# إيلي دورانت
إيلي دورانت هو لاعب كرة قدم برازيلي، ولد في 1947 في ساو باولو في البرازيل. لعب مع سانت لويس ستارز ونادي فلامنغو.